# Achillea
 Achillea  L., 1753 è un genere di piante angiosperme dicotiledoni della famiglia delle Asteraceae, sottofamiglia Asteroideae, tribù Anthemideae (Eurasian grade) e sottotribù Matricariinae.

## Etimologia
Il nome del genere è stato fissato da Linneo e deriva dalla credenza che Achille avesse usato queste piante durante l'assedio di Troia (così racconta Plinio) per curare le ferite insanabili di Telefo, dietro consiglio di Venere, avendo appreso da Chirone le virtù medicinali delle stesse.

Questo genere comunque doveva essere ben noto ai botanici prima di Linneo. Infatti lo troviamo nell'erbario di Jerome Bock (1498 – 1554) un ministro luterano noto anche col nome di Hieronymus Tragus; anche Robert Morison (1620 Aberdeen -1683) nel suo “Plantarum Historiae Universalis Oxoniens” (1680-1699) chiama alcune specie di questo genere “Achillea montana purpurea”. Mentre a metà del Settecento si registravano già una ventina di specie in coltivazione nei giardini inglesi.

I francesi nominano queste piante “Achillées”, mentre gli inglesi le chiamano “Yarrow” oppure “Milfoil”.
Il nome scientifico del genere è stato definito dal botanico Carl Linnaeus (1707-1778) nella pubblicazione " Species Plantarum" (Sp. Pl. 2: 896) del 1753.

## Descrizione

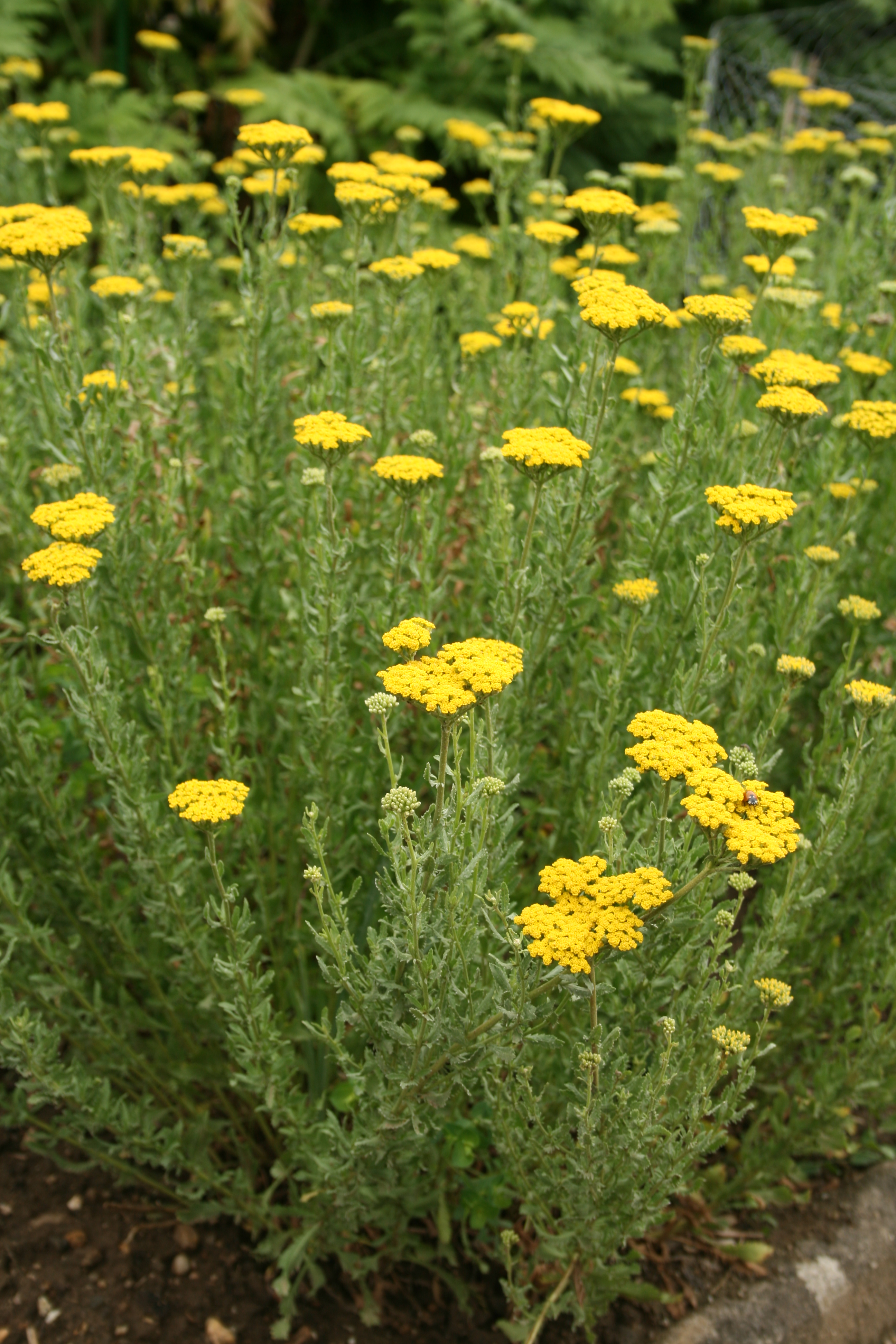
Il portamento
Achillea ageratum

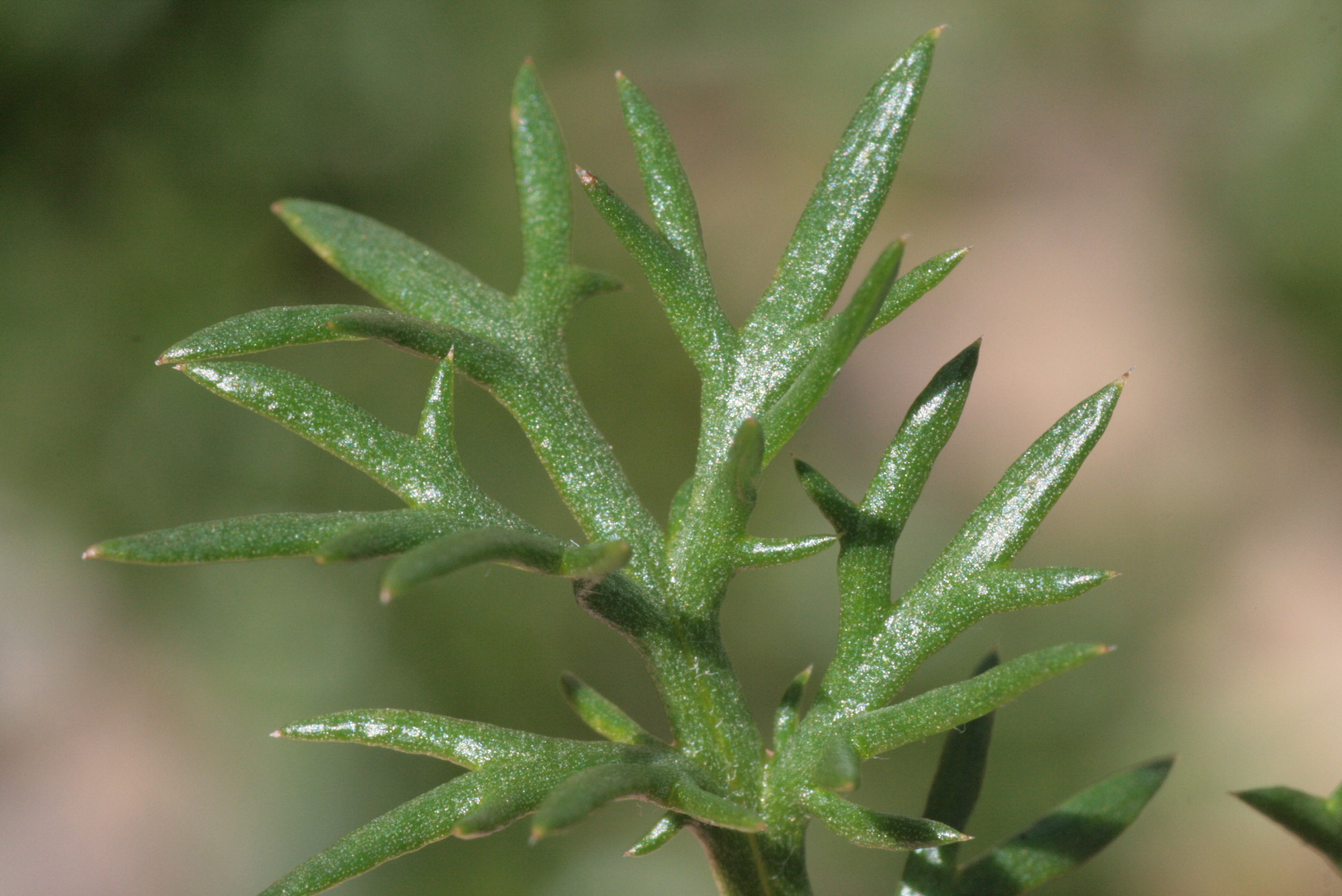
Le foglie
Achillea atrata

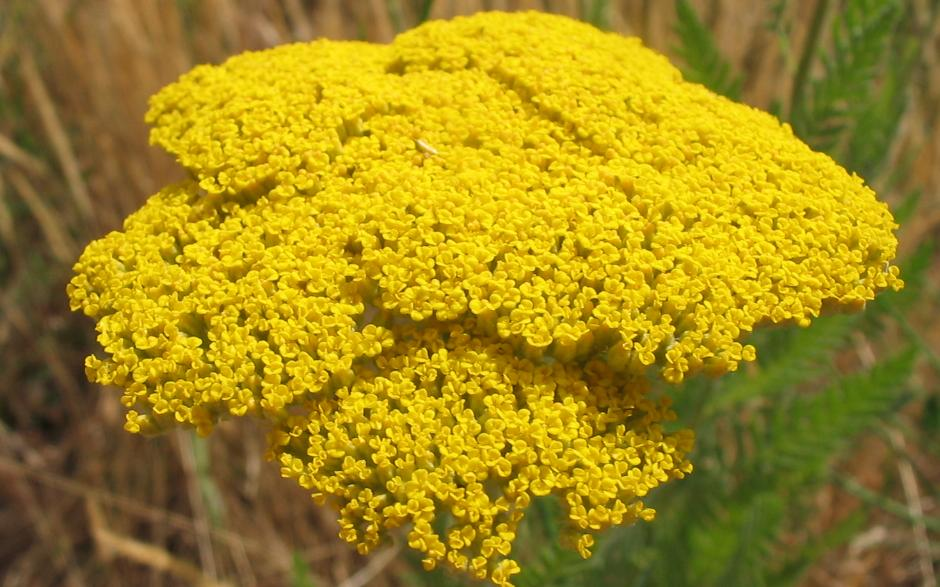
Infiorescenza
Achillea filipendula

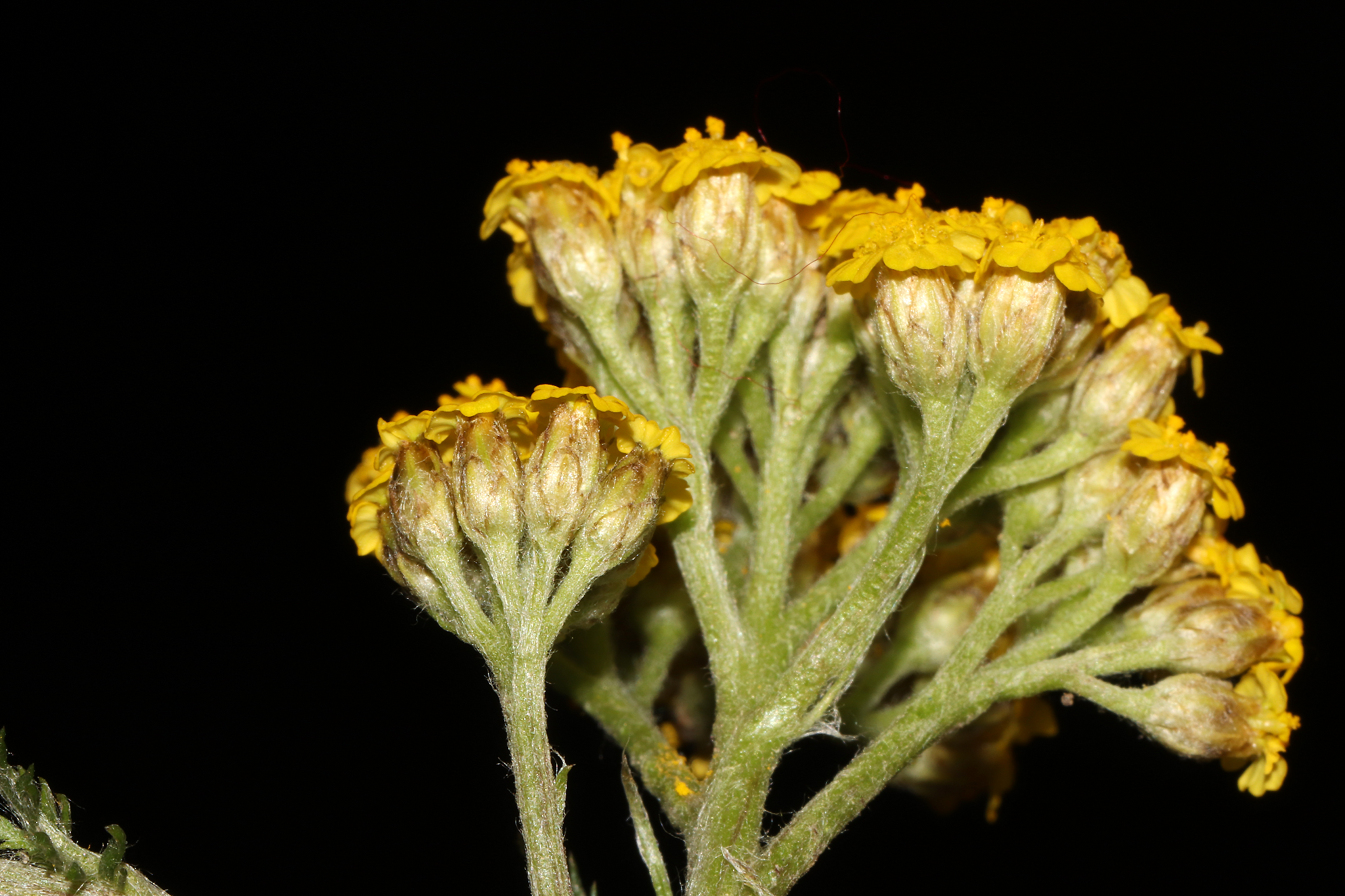
I fiori
Achillea tomentosa

Portamento. Le specie di questo genere sono di tipo subarbustivo oppure erbeceo perenne con indumento a peli basifissi, talvolta con asimmetrici medifissi.
Radici. Le radici sono secondarie da rizoma; sono fibrose o fittonanti.
Fusto. I fusti ipogei sono del tipo a rizoma; mentre la parte epigea è villosa, semplice o ramificata, ascendente che può raggiungere fino 80 cm in altezza. In generale l'aspetto delle piante è densamente cespitoso. 
Foglie. Le foglie hanno una disposizione alterna e presentano un lieve aroma canforato. La forma è raramente semplice e intera, altrimenti è composta, normalmente da dentata a 4-pennatosetta, talvolta è vermiforme. Le foglie basali sono normalmente picciolate; mentre le foglie cauline in genere non hanno picciolo, e sono quindi sessili. La lamina ha delle forme da lineari a oblungo-lanceolate.
Infiorescenza. Le sinflorescenze sono formate da capolini calatidi dal diametro di pochi millimetri raccolti in modo corimboso molto denso; raramente sono solitari. In alcuni casi si riscontrano delle infiorescenze di tipo racemoso. Le infiorescenze vere e proprie sono composte da un capolino terminale peduncolato o subsessile di tipo radiato o raramente discoide. I capolini sono formati da un involucro, con forme da emisferiche/campanulate a cilindriche, composto da 10 - 30 brattee, al cui interno un ricettacolo fa da base ai fiori di due tipi: fiori del raggio e fiori del disco. Le brattee, con forme da oblunghe, ovate a oblanceolate o lanceolate con nervature centrali evidenti e a consistenza erbacea (scariose scure ai margini), sono disposte in modo più o meno embricato su più serie (da 2 a 3). Il ricettacolo è piatto o da emisferico a conico, ed è provvisto di pagliette trasparenti a protezione della base dei fiori. Diametro degli involucri: 2 - 3 mm.
Fiori.  I fiori sono tetra-ciclici (formati cioè da 4 verticilli: calice – corolla – androceo – gineceo) e pentameri (calice e corolla formati da 5 elementi). Si distinguono in:
- fiori del raggio (esterni): sono da 3 a 6 per capolino, femminili, fertili e sono disposti su una serie; la forma è ligulata (zigomorfa); a volte possono mancare o essere sterili;
- fiori del disco (centrali): sono più numerosi (da 15 a 5) con forme brevemente tubulose (attinomorfe); sono ermafroditi e fertili.

- Formula fiorale:

*/x K {\displaystyle \infty }, [C (5), A (5)], G 2 (infero), achenio
- Calice: i sepali del calice sono ridotti ad una coroncina di squame.

- Corolla: 
  - fiori del raggio: la forma della corolla alla base è piatta/tubulosa, mentre all'apice è ligulata; la ligula può terminare con 3 - 5 denti; il colore è giallo, bianco o rosato;
  - fiori del disco: la forma della corolla è tubulare bruscamente divaricata in 5 lobi ed è lievemente zigomorfa in quanto due lobi sono più larghi degli altri; i lobi, patenti o eretti, hanno una forma deltata; il colore è giallo o più o meno rossastro o rosa.

- Androceo: l'androceo è formato da 5 stami (alternati ai lobi della corolla) sorretti da filamenti generalmente liberi con un collare a forma di balaustra; gli stami sono connati e formano un manicotto circondante lo stilo. Le antere possono essere sia di tipo basifissa che medifissa (ossia attaccate al filamento per la base – nel primo caso; oppure in un punto intermedio – nel secondo caso).[14] Questa caratteristica ha valore tassonomico in quanto distingue i generi gli uni dagli altri. Il tessuto endoteciale (rivestimento interno dell'antera) non è polarizzato. Il polline è sferico con un diametro medio di circa 25 micron;  è tricolporato (con tre aperture sia di tipo a fessura che tipo isodiametrica o poro) ed è echinato (con punte sporgenti).

- Gineceo: l'ovario è infero uniloculare formato da 2 carpelli. Lo stilo (il recettore del polline) è profondamente bifido (con due stigmi divergenti) e con le linee stigmatiche marginali separate o contigue. I due bracci dello stilo hanno una forma troncata e possono essere papillosi o ricoperti da ciuffi di peli.

Frutti. I frutti sono degli acheni privi di pappo. La forma è obovoide dorsoventralmente compressa quasi appiattita con 2 coste laterali e raramente con una addizionale costa adassiale. L'apice è arrotondato. Il pericarpo può possedere alcune cellule mucillaginifere con o senza sacche longitudinali di resina.

## Biologia
Impollinazione: l'impollinazione avviene tramite insetti (impollinazione entomogama tramite farfalle diurne e notturne).

Riproduzione: la fecondazione avviene fondamentalmente tramite l'impollinazione dei fiori (vedi sopra).

Dispersione: i semi (gli acheni) cadendo a terra sono successivamente dispersi soprattutto da insetti tipo formiche (disseminazione mirmecoria). In questo tipo di piante avviene anche un altro tipo di dispersione: zoocoria. Infatti gli uncini delle brattee dell'involucro (se presenti) si agganciano ai peli degli animali di passaggio disperdendo così anche su lunghe distanze i semi della pianta. Inoltre per merito del pappo (se presente) il vento può trasportare i semi anche a distanza di alcuni chilometri (disseminazione anemocora).

## Distribuzione e habitat
Queste piante sono proprie delle regioni temperate dell'emisfero boreale. Si trovano facilmente in Europa e nelle zone temperate dell'Asia. Alcune specie crescono anche in America del Nord. In Italia sono state individuate una ventina di specie spontanee e sono distribuite su tutta la penisola sia su suoli pesanti e umidi, che nei fossi e margini stradali. A volte si spingono fino al limite delle nevi eterne (fino a 3000 m s.l.m. e oltre).

Della 22 specie spontanee della flora italiana 16 vivono sull'arco alpino. La tabella seguente mette in evidenza alcuni dati relativi all'habitat, al substrato e alla distribuzione delle specie alpine.
| Specie | Comunità vegetali | Piani vegetazionali | Substrato  | pH     | Livello trofico | H2O   | Ambiente                   | Zona alpina                                |
| --- | ----------------- | ------------------- | ---------- | ------ | --------------- | ----- | -------------------------- | ------------------------------------------ |
| A. ageratum | 11                | collinare           | Ca – Ca/Si | basico | basso           | secco | A4 B2                      | IM SV CN TO                                |
| A. atrata | 3                 | alpino subalpino    | Ca - Ca/Si | basico | basso           | medio | C3                         | tutto l'arco alpino (escl. CN TO AO VA CO) |
| A. clavennae | 10                | alpino subalpino    | Ca         | basico | basso           | secco | C2 C3 F5                   | CO BG BS TN BZ BL UD                       |
| A. distans | 11                | montano collinare   | Ca – Ca/Si | basico | alto            | medio | B6 C2 C3 F2 F3 G2 G4 I1 I3 | CN AO VC CO BG SO BS BZ UD                 |
| A. erba-rotta | 3                 | alpino subalpino    | Si         | acido  | basso           | medio | C2 C3 F5                   | CN TO                                      |
| A. macrophylla | 13                | subalpino           | Ca – Si    | neutro | alto            | medio | G2 H1 I1 I2                | tutto l'arco alpino                        |
| A. millefolium | 11                | subalpino collinare | Ca – Si    | neutro | medio           | secco | B1 B4 B6 B8 F2             | tutto l'arco alpino                        |
| A. nana | 3                 | alpino              | Si         | neutro | basso           | medio | C3                         | tutto l'arco alpino (escl. BL UD)          |
| A. nobilis | 9                 | collinare           | Ca – Ca/Si | basico | basso           | secco | F2                         | CN TO AO BZ                                |
| A. oxyloba | 3                 | alpino subalpino    | Ca         | basico | basso           | medio | C3                         | SO TN BZ BL UD                             |
| A. pannonica | 9                 | collinare           | Ca – Ca/Si | basico | basso           | secco | F2                         | UD                                         |
| A. ptarmica | 11                | collinare           | Ca – Si    | acido  | medio           | umido | A3 F3 G2                   | CN AO VC CO SO BS UD                       |
| A. roseoalba | 11                | montano collinare   | Ca – Si    | neutro | basso           | medio | E1 F3                      | tutto l'arco alpino (escl. CN TO)          |
| A. setacea | 9                 | montano collinare   | Ca – Si    | basico | basso           | arido | F2                         | AO CO SO BG                                |
| A. tomentosa | 9                 | montano collinare   | Si         | acido  | basso           | arido | F2                         | CN TO AO VC NO VA BG BS SO TN BZ           |
| A. virescens | 9                 | montano collinare   | Ca – Ca/Si | basico | basso           | secco | C2 F2                      | TN VR                                      |
| Legenda e note alla tabella. Substrato con “Ca/Si” si intendono rocce di carattere intermedio (calcari silicei e simili); vengono prese in considerazione solo le zone alpine del territorio italiano (sono indicate le sigle delle province). Comunità vegetali: 3 = comunità delle fessure, delle rupi e dei ghiaioni; 9 = comunità a emicriptofite e camefite delle praterie rase magre secche; 10 = comunità delle praterie rase dei piani subalpino e alpino con dominanza di emicriptofite; 11 = comunità delle macro- e megaforbie terrestri; 13 = comunità arbustive Ambienti: A3 = ambienti acquatici come rive, stagni, fossi e paludi; A4 = ambienti umidi, temporaneamente inondati o a umidità variabile; B1 = campi, colture e incolti; B2 = ambienti ruderali, scarpate; B4 = riposi del bestiame; B6 = tagli rasi forestali, schiarite, strade forestali; B8 = frutteti e piantagioni di castagni; C2 = rupi, muri e ripari sotto roccia; C3 = ghiaioni, morene e pietraie; E1 = paludi e torbiere basse; F2 = praterie rase, prati e pascoli dal piano collinare al subalpino; F3 = prati e pascoli mesofili e igrofili; F5 = praterie rase subalpine e alpine; F7 = margini erbacei dei boschi; G2 = praterie rase dal piano collinare a quello alpino; G4 = arbusteti e margini dei boschi; H1 = ontaneti verdi, saliceti subalpini; I1 = boschi di conifere; I2 = boschi di latifoglie |                   |                     |            |        |                 |       |                            |                                            |

## Sistematica
La famiglia di appartenenza di questa voce (Asteraceae o Compositae, nomen conservandum) probabilmente originaria del Sud America, è la più numerosa del mondo vegetale, comprende oltre 23.000 specie distribuite su 1.535 generi, oppure 22.750 specie e 1.530 generi secondo altre fonti (una delle checklist più aggiornata elenca fino a 1.679 generi). La famiglia attualmente (2021) è divisa in 16 sottofamiglie; la sottofamiglia Asteroideae è una di queste e rappresenta l'evoluzione più recente di tutta la famiglia.

### Filogenesi
Il gruppo di questa voce è descritto nella tribù Anthemideae, una delle 21 tribù della sottofamiglia Asteroideae). In base alle ultime ricerche nella tribù sono stati individuati (provvisoriamente) 4 principali lignaggi (o cladi): "Southern hemisphere grade", "Asian-southern African grade", "Eurasian grade" e "Mediterranean clade". Il genere  Achillea (insieme alla sottotribù Matricariinae) è incluso nel clade Eurasian grade..
Questo genere contiene un centinaio di specie e oltre per cui è stato suddiviso in 5 sezioni (sono indicate alcune specie della flora spontanea italiana):
- (1) sect. Babounya (DC.) O. Hoffm.
- (2) sect. Santolinoideae (DC.) Heimerl (A. ageratum - A. ptarmica)
- (3) sect. Ptarmica (Mill.) W. Koch (A. oxyloba - A. atrata - A nana - A. erba-rotta)
- (4) sect. Anthemoideae (DC.) Heimerl  (A. distans - A. ligustica - A. crithmifolia - A. ligustica)
- (5) sect. Achillea (A. pannonica - A. millefolium - A. roseoalba - A. virescens - A. setacea - A. nobilis - A. clavennae - A. filipendulina)

I caratteri distintivi del genere sono:
- il portamento di queste piante è erbaceo perenne o subarbustivo;
- i capolini sono piccoli;
- gli acheni, con uno spesso pericarpo, hanno 2 coste laterali e 5 canali resinosi.

Il numero cromosomico delle specie di questo genere è: 2n = 18 (specie poliploidi).
In base all'"orologio molecolare", questo genere ha iniziato a divergere circa 2,3 milioni di anni fa.
Questo genere attualmente (settembre 2024) ha 138 specie.

### Sinonimi
Sono elencati alcuni sinonimi per questa entità:
- Millefolium Mill.
- Achillios  St.-Lag.
- Alitubus  Dulac
- Arthrolepis  Boiss.
- Chrysopelta  Tausch
- Conforata  Caesalp. ex Fourr.
- Diotis  Desf.
- Leucocyclus  Boiss.
- Neesia  Spreng.
- Otanthus  Hoffmanns. & Link
- Ptarmica  Mill.

## Specie della flora spontanea italiana
Nella flora spontanea italiana sono presenti le seguenti 22 specie:
- Achillea ageratum L.
- Achillea atrata  L.
- Achillea barrelieri  (Ten.) Sch.Bip.
- Achillea clavennae  L.
- Achillea crithmifolia  Waldst. & Kit.
- Achillea distans  Waldst. & Kit. ex Willd.
- Achillea erba-rotta  All.
- Achillea filipendulina  Lam.
- Achillea ligustica  All.
- Achillea macrophylla  L.
- Achillea maritima  (L.) Ehrend. & Y.P.Guo
- Achillea millefolium  L.
- Achillea nana  L.
- Achillea nobilis  L.
- Achillea oxyloba  (DC.) Sch.Bip.
- Achillea pannonica  Scheele
- Achillea ptarmica  L.
- Achillea roseoalba  Ehrend.
- Achillea rupestris  Huter, Porta & Rigo
- Achillea setacea  Waldst. & Kit.
- Achillea tomentosa  L.
- Achillea virescens  (Fenzl) Heimerl

Nella "Flora d'Italia" (edizione 2018) di Sandro Pignatti sono elencate le seguenti specie considerate sinonimi da altre checklist:
- Achillea collina (Wirtg.) Becker ex Heimerl sinonimo di Achillea millefolium subsp. collina (Wirtg.) Oborny
- Achillea lucana Pignatti sinonimo di Achillea rupestris subsp. lucana (Pignatti) Greuter
- Achillea moschata Wulfen sinonimo di Achillea erba-rotta subsp. moschata  (Wulfen) Vacc.
- Achillea mucronulata Bertold sinonimo di Achillea barrelieri subsp. mucronulata (Bertol.) Heimerl
- Achillea pratensis Saukel & R.Länger sinonimo di Achillea millefolium subsp. millefolium
- Achillea seidlii J.Presl. & C.Presl. sinonimo di Achillea pannonica Scheele
- Achillea stricta Schleich. ex Gremli sinonimo di Achillea distans subsp. stricta (Gremli) Janch
- Achillea tenorii Grande sinonimo di Achillea virescens subsp. tenorei (Grande) Bässler

### Visione sinottica del genere in Italia
Nella "Flora d'Italia" le specie spontanee di Achillea" sono suddivise in due sottogeneri, 7 sezioni e alcuni aggregati e complessi qui sotto descritti:
- Subgen. I: il capolino è di tipo radiato, sono presenti sia i fiori ligulati ragianti che tubolosi del disco.

- 1A: sinflorescenza a capolino unico, un solo capolino su ogni fusto fiorifero (sezione 1);

Aggregato di Achillea oxyloba (vedi più avanti)
- 1B: le sinflorescenze sono formate da numerosi capolini (sinflorescenze corimbose);

- 2A: i fiori ligulati raggianti sono 6 - 12;

- 3A: la lamina delle foglie è intera (sezione 2);

Achillea ptarmica  L. – Millefoglio palustre: i fusti sono elevati con l'altezza massima di 3 - 8 dm; il ciclo biologico è perenne; la forma biologica è emicriptofita scaposa (H scap); il tipo corologico è Euro-Siberiano; l'habitat tipico sono le paludi e i prati umidi; in Italia è una specie rara e si trova solamente al Nord fino ad una quota di 1600 m s.l.m..
Achillea erba-rotta  All. – Millefoglio erba-rotta: i fusti sono bassi e spesso striscianti; le foglie dei getti sterili hanno delle forme oblanceolato-spatolate; l'altezza massima è di 12 - 18 cm; il ciclo biologico è perenne; la forma biologica è camefita suffruticosa (Ch suffr); il tipo corologico è Endemico - Ovest Alpico; l'habitat tipico sono le rupi e le pietraie su silice; in Italia è una specie rara e si trova solamente nelle Alpi occidentali fino ad una quota compresa tra 2000 -  2800 m s.l.m..
Achillea rupestris  Huter, Porta & Rigo – Millefoglio del Pollino: i fusti sono bassi e spesso striscianti; le foglie dei getti sterili hanno delle forme lineari-spatolate; l'altezza massima è di 10 - 25 cm; il ciclo biologico è perenne; la forma biologica è camefita suffruticosa (Ch suffr); il tipo corologico è Endemico; l'habitat tipico sono le rupi calcaree; in Italia è una specie rara e si trova solamente in Calabria fino ad una quota compresa tra 1700 - 1800 m s.l.m..
- 3B:  la lamina delle foglie è pennata;

- 4A: la superficie delle foglie è glabra (sezione 3);

Achillea macrophylla  L. - Millefoglio delle radure: i fusti sono elevati; le foglie sono 1-2-pennatosette; l'altezza massima è di 3 - 10 dm; il ciclo biologico è perenne; la forma biologica è emicriptofita scaposa (H scap); il tipo corologico è Alpico-Boreoappenninico; l'habitat tipico sono le radure, i cedui, le forre umide e i cespuglieti subalpini; in Italia nelle Alpi è una specie rara, altrove è molto rara, si trova fino ad una quota compresa tra 1000 - 2000 m s.l.m..
Achillea erba-rotta subsp. moschata  (Wulfen) Vacc. - Millefoglio del granito: il margine delle brattee è intero o dentellato; i peduncoli dei capolini sono glabri; l'altezza massima è di 1 - 2 dm; il ciclo biologico è perenne; la forma biologica è camefita suffruticosa (Ch suffr); il tipo corologico è Endemico - Alpico; l'habitat tipico sono le rupi, le pietraie e le morene; in Italia è una specie rara e si trova nelle Alpi fino ad una quota compresa tra 1800 - 2800 m s.l.m.. Nella "Flora d'Italia" questa specie è indicata come Achillea moschata Wulfen.
Achillea rupestris subsp. lucana (Pignatti) Greuter - Millefoglio della Basilicata: il margine delle brattee è membranoso fimbriato-pettinato; i peduncoli dei capolini sono lanosi; l'altezza massima è di 1 - 2 dm; il ciclo biologico è perenne; la forma biologica è camefita suffruticosa (Ch suffr); il tipo corologico è Endemico; l'habitat tipico sono le rupi calcaree; in Italia è una specie molto rara e si trova solamente al Sud fino ad una quota compresa tra 1000 - 1500 m s.l.m.. Nella "Flora d'Italia" questa specie è indicata come Achillea lucana Pignatti.
Achillea atrata  L. - Millefoglio del calcare: il margine delle brattee è nero; le foglie sono 2-pennatosette; l'altezza massima è di 1 - 2 dm; il ciclo biologico è perenne; la forma biologica è camefita suffruticosa (Ch suffr); il tipo corologico è Endemico Alpico; l'habitat tipico sono le rupi, le pietraie e i ghiaioni; in Italia è una specie molto rara e si trova in modo discontinuo nelle Alpi fino ad una quota compresa tra 1500 - 3000 m s.l.m..
- 4B: la superficie delle foglie è grigio-tomentosa (sezione 4);

Achillea nana  L. - Millefoglio nano: tutta la pianta ha un tomento lanoso-irsuto; i segmenti laterali delle foglie inferiori sono dentati; l'altezza massima è di 5 - 10 cm; il ciclo biologico è perenne; la forma biologica è emicriptofita scaposa (H scap); il tipo corologico è Endemico - Ovest Alpico; l'habitat tipico sono le rupi, le pietraie e le ghiaie consolidate; in Italia è una specie rara e si trova nella zona centrale delle Alpi fino ad una quota compresa tra 1800 - 3000 m s.l.m..
Achillea clavennae  L. - Millefoglio di Clavena: tutta la pianta ha un tomento setoso-appressato; i segmenti laterali delle foglie inferiori sono interi; l'altezza massima è di 15 - 25 cm; il ciclo biologico è perenne; la forma biologica è emicriptofita scaposa (H scap); il tipo corologico è Est Alpico / Dinarico; l'habitat tipico sono i pendii soleggiati su calcare; in Italia è una specie comune e si trova nella Alpi orientali fino ad una quota compresa tra 1500 - 2600 m s.l.m..
- 2B: i fiori ligulati raggianti sono 4 - 5;

- 5A: i fiori ligulati raggianti sono gialli (sezione 5);

Achillea ageratum  L. - Millefoglio agerato: le foglie sono subglabre, vischiose, con lamina indivisa e dentata; l'altezza massima è di 25 - 40 cm; il ciclo biologico è perenne; la forma biologica è emicriptofita scaposa (H scap); il tipo corologico è Steno Mediterraneo Occidentale; l'habitat tipico sono gli incolti argillosi umidi, i fossi e lungo le vie; in Italia è una specie rara e si trova con discontinuità su tutta la Penisola fino ad una quota di 800 m s.l.m..
Achillea tomentosa  L. - Millefoglio giallo: le foglie sono tomentose, 1-2-pennatosette; l'altezza massima è di 15 - 50 cm; il ciclo biologico è perenne; la forma biologica è emicriptofita scaposa (H scap); il tipo corologico è Sud Ovest Europeo; l'habitat tipico sono i pendii aridi e sassosi su silice; in Italia è una specie rara e si trova al Nord e al Centro fino ad una quota di 1700 m s.l.m..
- 5B: i fiori ligulati raggianti sono bianchi;

- 6A: le foglie cauline sono 4 - 8 volte più lunghe che larghe;

Complesso di Achillea millefolium (vedi più avanti)
- 6B: le foglie cauline sono 1,5 - 2 volte più lunghe che larghe (sezione 7);

Complesso di Achillea nobilis (vedi più avanti)
- Subgen. II: il capolino è di tipo discoide, sono presenti solamente i fiori tubolosi del disco.

Achillea maritima  (L.) Ehrend. & Y.P.Guo - Millefoglio delle spiagge: l'altezza massima della pianta è di 2 - 4 dm; il ciclo biologico è perenne; la forma biologica è camefita suffruticosa (Ch suffr); il tipo corologico è Mediterraneo - Atlantico; l'habitat tipico sono le dune marittime; in Italia è una specie comune e si trova lungo le coste (areale dell'ulivo).

### Aggregato diAchillea oxyloba
Questo gruppo è caratterizzato da alcune specie molto affini tra loro caratterizzate soprattutto dalla sinflorescenza a capolino unico.
Composizione dell'aggregato.
- Achillea oxyloba (DC.) Sch.-Bip.
- Achillea barrelieri (Ten.) Sch.Bip.

Nota: nella "Flora d'Italia" è descritta la Achillea barrelieri subsp. mucronulata (Bertol.) Heimerl con il sinonimo di Achillea mucronulata Bertold.
Visione sinottica dell'aggregato.
- 1A: le piante sono glabre o con pochi peli;

Achillea oxyloba (DC.) Sch.-Bip. – Millefoglio dei macereti: le foglie basali sono grandi con lacinie intere o divise e terminanti con 1-3 punte: l'altezza massima della pianta è di 12 - 25 cm; il ciclo biologico è perenne; la forma biologica è emicriptofita scaposa (H scap); il tipo corologico è Endemico - Sud Alpico; l'habitat tipico sono i macereti, i ghiaioni umidi e i luoghi innevati; in Italia è una specie comune nelle Alpi orientali e centrali e si trova ad una quota compresa tra 1.300 - 2500 m s.l.m..
Achillea barrelieri subsp. mucronulata (Bertol.) Heimerl – Millefoglio appenninico: le foglie basali sono grandi con lacinie triforcate, ciascun segmento a sua volta trilobato o trifido; l'altezza massima della pianta è di 10 - 30 cm; il ciclo biologico è perenne; la forma biologica è emicriptofita scaposa (H scap); il tipo corologico è Endemico; l'habitat tipico sono le rupi e i macereti calcarei; in Italia è una specie rara e si trova negli Appennini centrali e meridionali ad una quota compresa tra 600 - 2000 m s.l.m..
- 1B: le piante sono tomentose con densi peli (feltro compatto);

Achillea barrelieri (Ten.) Sch.Bip. – Millefoglio di Barrelier: l'altezza massima della pianta è di 5 - 12 cm; il ciclo biologico è perenne; la forma biologica è emicriptofita cespitosa (H caesp); il tipo corologico è Endemico; l'habitat tipico sono le ghiaie consolidate e le zolle pioniere; in Italia è una specie comune e si trova negli Appennini centrali e meridionali ad una quota compresa tra 2000 - 2600 m s.l.m..

### Complesso diAchillea millefolium
Questo gruppo è caratterizzato da erbe perenni aromatiche con fusti alti 2 - 10 cm, da rizomi orizzontali e stoloni, la pelosità è sparsa, le foglie sono a contorno lanceolato e le foglie cauline sono 4 - 8 volte più lunghe che larghe, i corimbi sono ampi, i capolini hanno involucri ovoidi, le brattee hanno margini membranosi chiari e la corolla è bianca/rosea.
Composizione del complesso.
- Achillea setacea Waldst. & Kit.
- Achillea pannonica Scheele
- Achillea roseoalba Ehrend.
- Achillea millefolium L. (comprese le subsp. collina (Wirtg.) Oborny e subsp. millefolium)
- Achillea distans Waldst. & Kit. ex Willd.  (comprese le subsp. stricta (Gremli) Janch)

Nota 1: nella "Flora d'Italia" A. pannonica è indicata con il sinonimo di Achillea seidlii J.Presl. & C.Presl..
Nota 2: nella "Flora d'Italia" la sottospecie  Achillea millefolium subsp. collina (Wirtg.) Oborny è indicata con il sinomino di Achillea collina (Wirtg.) Becker ex Heimerl e Achillea millefolium subsp. millefolium con Achillea pratensis Saukel & R.Länger.
Nota 3: nella "Flora d'Italia" A. distans subsp. stricta (Gremli) Janch è indicata con il sinonimo di Achillea stricta Schleich. ex Gremli.
Visione sinottica del complesso.
- 1A: la rachide delle foglie cauline è stretta (non alata) e le lacinie sono filiformi (sezione 6a);

- 2A: le foglie basali sono strette (0,4 - 0,8 cm) con lacinie filiformi

Achillea setacea Waldst. & Kit. – Millefoglio setaceo: le lacinie sono filiformi larghe 0,3 mm; il diametro dei capolini è piccolo (2,5 - 3,7 mm); l'altezza massima della pianta è di 20 - 40 cm; il ciclo biologico è perenne; la forma biologica è emicriptofita scaposa (H scap); il tipo corologico è Sud Est Europeo; l'habitat tipico sono i pendii aridi e i pascoli stepposi; in Italia è una specie rara e si trova nelle Alpi e al Nord fino ad una quota di 1200 m s.l.m..
Achillea pannonica  Scheele – Millefoglio ungherese: le lacinie sono filiformi larghe fino a 4 mm; il diametro dei capolini è più grande (3 - 4,5 mm); l'altezza massima della pianta è di 20 - 40 cm; il ciclo biologico è perenne; la forma biologica è emicriptofita scaposa (H scap); il tipo corologico è Centro e Sud Est Europeo; l'habitat tipico sono le praterie semiaride e i margini dei boschi radi; in Italia è una specie molto rara e si trova nel Sud-Est fino ad una quota di 400 m s.l.m.. Nella "Flora d'Italia" questa specie è indicata con il sinonimo di Achillea seidlii J.Presl. & C.Presl..
- 2B: le foglie basali sono larghe (1 - 2 cm) con lacinie allargate fino a 0,5 cm;

Achillea roseoalba  Ehrend. – Millefoglio bianco-roseo: il fusto è sottile ed elegante e le ligule sono arrossate; l'altezza massima della pianta è di 30 - 50 cm; il ciclo biologico è perenne; la forma biologica è emicriptofita scaposa (H scap); il tipo corologico è Centro-Europeo; l'habitat tipico sono i prati falciati e concimati; in Italia è una specie comune e si trova al Nord fino ad una quota di 1500 m s.l.m..
Achillea millefolium L. subsp. collina (Wirtg.) Oborny – Millefoglio comune: i capolini sono piccoli e le ligule sono bianche; le foglie sono strette (meno di1,5 cm) con contorni a lati paralleli; l'altezza massima della pianta è di 30 - 60 cm; il ciclo biologico è perenne; la forma biologica è emicriptofita scaposa (H scap); il tipo corologico è Sud Est Europeo; l'habitat tipico sono i prati aridi, i bordi delle vie e cespuglieti; in Italia è una specie molto comune su tutto il territorio fino ad una quota di 1500 m s.l.m.. Nella "Flora d'Italia" questa specie è indicata con il sinonimo di Achillea collina (Wirtg.) Becker ex Heimerl.
Achillea millefolium L. – Millefoglio montano: i capolini sono grandi (3 x 5 mm) e le ligule sono bianche (o poco arrossate); le foglie sono larghe (1,5 - 3 cm) con contorni a lati arcuati; l'altezza massima della pianta è di 30 - 60 cm; il ciclo biologico è perenne; la forma biologica è emicriptofita scaposa (H scap); il tipo corologico è Euro-Siberiano; l'habitat tipico sono i prati aridi montani e subalpini; in Italia è una specie comune nelle Alpi, rara negli Appennini e si trova fino ad una quota di 2200 m s.l.m.. Nella "Flora d'Italia" questa specie è indicata con il sinonimo di Achillea collina (Wirtg.) Becker ex Heimerl.
- 1B: la rachide delle foglie cauline è alata (sezione 6b);

- 3A: l'ombrella principale ha un diametro di 1 - 3 cm; la crescita della pianta è del tipo "a tappeto";

Achillea millefolium L. subsp. millefolium – Millefoglio pratense: l'altezza massima della pianta è di 20 - 50 cm; il ciclo biologico è perenne; la forma biologica è emicriptofita scaposa (H scap); il tipo corologico è Centro-Europeo; l'habitat tipico sono i prati umidi; in Italia è una specie del Nord la cui distribuzione è incerta. Nella "Flora d'Italia" questa specie è indicata con il sinonimo di Achillea pratensis  Saukel & R.Länger.
- 3B: l'ombrella principale ha un diametro di 5 - 10 cm; la pianta ha dei fusti eretti e isolati;

Achillea distans Waldst. & Kit. ex Willd. subsp. stricta (Gremli) Janch – Millefoglio subalpino: la rachide delle foglie cauline è larga 1,2 - 2 mm; i segmenti delle foglie sono divisi fino a metà e oltre; l'altezza massima della pianta è di 4 - 10 dm; il ciclo biologico è perenne; la forma biologica è emicriptofita scaposa (H scap); il tipo corologico è Orofita Sud Europeo; l'habitat tipico sono i cespuglieti subalpini e i prati pingui; in Italia è una specie comune nelle Alpi, rara negli Appennini e si trova fino ad una quota compresa tra 1000 - 2200 m s.l.m.. Nella "Flora d'Italia" questa specie è indicata con il sinonimo di Achillea stricta Schleich. ex Gremli.
Achillea distans Waldst. & Kit. ex Willd. – Millefoglio maggiore: la rachide delle foglie cauline è larga 2 - 4 mm; i segmenti delle foglie sono dentati o poco divisi; l'altezza massima della pianta è di 4 - 10 dm; il ciclo biologico è perenne; la forma biologica è emicriptofita scaposa (H scap); il tipo corologico è Orofita Sud Europeo; l'habitat tipico sono i prati aridi, i pendii sassosi e le boscaglie steppiche; in Italia è una specie rara e si trova nelle Alpi fino ad una quota compresa tra 500 - 1500 m s.l.m..

### Complesso diAchillea nobilis
Questo gruppo è caratterizzato da erbe perenni alte 2 - 6 dm con foglie basali a contorno da spatolato a lineare-spatolato di tipo 2-pennatosette, le foglie cauline sono 1,5 - 2 volte più lunghe che larghe, i capolini sono piccoli con involucro a forma ovoide, le brattee sono pubescenti e ghiandolari, i fiori ligulati (3 - 6) sono gialli o biancastri e i fiori tubolosi sono gialli.
Composizione del complesso.
- Achillea nobilis  L.
- Achillea ligustica  All.
- Achillea virescens  (Fenzl) Heimerl

A queste specie si aggiungono altre due specie considerate avventizie:
- Achillea crithmifolia  Waldst. & Kit. - Distribuzione: Brescia.
- Achillea filipendulina  Lam. - Distribuzione: Trieste.

Nota: nella "Flora d'Italia" è inoltre descritta la Achillea virescens subsp. tenorei (Grande) Bässler con il sinonimo di Achillea tenorii Grande
Visione sinottica del complesso.
- 1A: le piante sono prive di stoloni; le brattee sono ialine sui bordi;

Achillea nobilis L. – Millefoglio nobile: le foglie sono divise in lacinie sottili; le brattee sono 2 - 3 volte più lunghe che larghe; le ligule sono giallastre;  l'altezza massima della pianta è di 2 - 6 dm; il ciclo biologico è perenne; la forma biologica è emicriptofita scaposa (H scap); il tipo corologico è Sud Europeo / Sud Siberiano; l'habitat tipico sono i prati aridi, gli incolti e lungo le vie; in Italia è una specie rara e si trova in modo discontinuo su tutta la Penisola fino ad una quota di 1500 m s.l.m..
Achillea ligustica  All. – Millefoglio ligure: le foglie sono divise in lacinie larghe; le brattee sono 3 - 4 volte più lunghe che larghe; le ligule sono biancastre; l'altezza massima della pianta è di 3 - 9 dm; il ciclo biologico è perenne; la forma biologica è emicriptofita scaposa (H scap); il tipo corologico è Steno Mediterraneo Occidentale; l'habitat tipico sono i pendii aridi; in Italia è una specie rara e si trova in modo discontinuo su tutta la Penisola (in preferenza sulla costa tirrenica) fino ad una quota di 800 m s.l.m..
- 1B: le piante sono brevemente stolonifere; le brattee sui bordi sono colorate di scuro;

Achillea virescens (Fenzl) Heimerl – Millefoglio verdastro: i fiori ligulati hanno un tubo lungo; le brattee sono bruno-chiaro sui bordi; l'altezza massima della pianta è di 1 - 3 dm; il ciclo biologico è perenne; la forma biologica è emicriptofita scaposa (H scap); il tipo corologico è Illirico; l'habitat tipico sono i prati aridi; in Italia è una specie rara e si trova sul bordo meridionale della Alpi orientali fino ad una quota di 1500 m s.l.m..
Achillea virescens (Fenzl) Heimerl subsp. tenorei (Grande) Bässler – Millefoglio di Tenore: i fiori ligulati hanno un tubo breve; le brattee sono scure sui bordi; l'altezza massima della pianta è di 12 - 20 cm; il ciclo biologico è perenne; la forma biologica è emicriptofita scaposa (H scap); il tipo corologico è Endemico; l'habitat tipico sono i pascoli montani; in Italia è una specie rara e si trova negli Appennini centrali e meridionali fino ad una quota compresa tra 1000 - 2200 m s.l.m.. Nella "Flora d'Italia" questa specie è indicata con il sinonimo di Achillea tenorii Grande.

## Usi
Le “Achillee” sono piante amare, lievemente aromatiche, ma dal punto di vista tossico fondamentalmente innocue. Fare attenzione a non esporre ai raggi del sole la pelle bagnata dal succo della pianta. 

 La achillea è una pianta mellifera e si può produrre un miele, ma è raro in quanto non ci sono grandi distese di achillea.

### Farmacia
Tra i composti di queste piante è presente l'achilleina un glicoside già usato in farmaceutica, ora solo in liquoreria.

Anticamente (ancora al tempo di Linneo) le specie di Achillea erano molto considerate per le loro proprietà medicinali: astringente e vulneraria. I succhi di queste piante erano usati dai montanari contro le ragadi, le ferite, le ulcerazioni delle varici e le emorroidi.
Gli infusi sono indicati anche per i disturbi genitali femminili (mestruazioni irregolari, ansia da menopausa), nei disturbi digestivi.
Si utilizzano per infusi le parti fiorite fatte essiccare in luogo ombroso.
La tintura ottenuta lasciando macerare in alcool per alcuni giorni i fiori di achillea, può essere ingerita per alleviare i disturbi digestivi.
Viene utilizzata anche in tricologia per trattamenti per le alopecie

### Cucina
Alcune specie sono utilizzate per scopi alimentari. La specie Achillea moscata viene usata in Svizzera per un liquore stomachico. Mentre alcune “Achillee” in Svezia sono usate per insaporire la birra. La Achillea ptarmica il cui sapore si avvicina all'Artemisia, viene usata nell'insalata. In Inghilterra, dissecata e ridotta in polvere viene usata come tabacco economico da fiuto (viene chiamata “erba da starnuti”). Molto spesso le “Achillee” vengono usate come sostituti del tè. Alcune specie possono provocare effetti collaterali quali vomito.

### Giardinaggio
L'utilizzo attuale è comunque circoscritto al giardinaggio. Le più usate (anche per la possibilità di creare buoni ibridi) sono: Achillea ptarmica – Achillea millefolium – Achillea filipendulina con le quali si creano aiuole e bordure di sicuro effetto.

## Galleria d'immagini

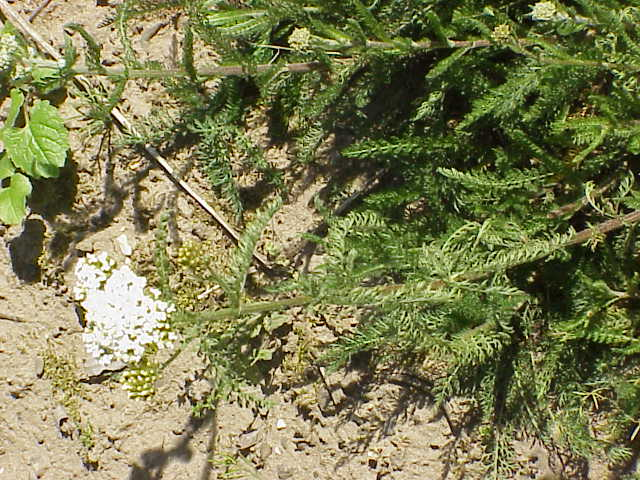
Achillea asplenifolia
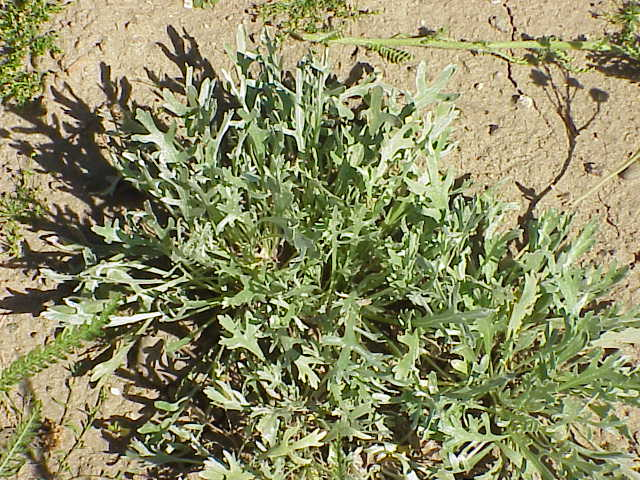
Achillea clavenae
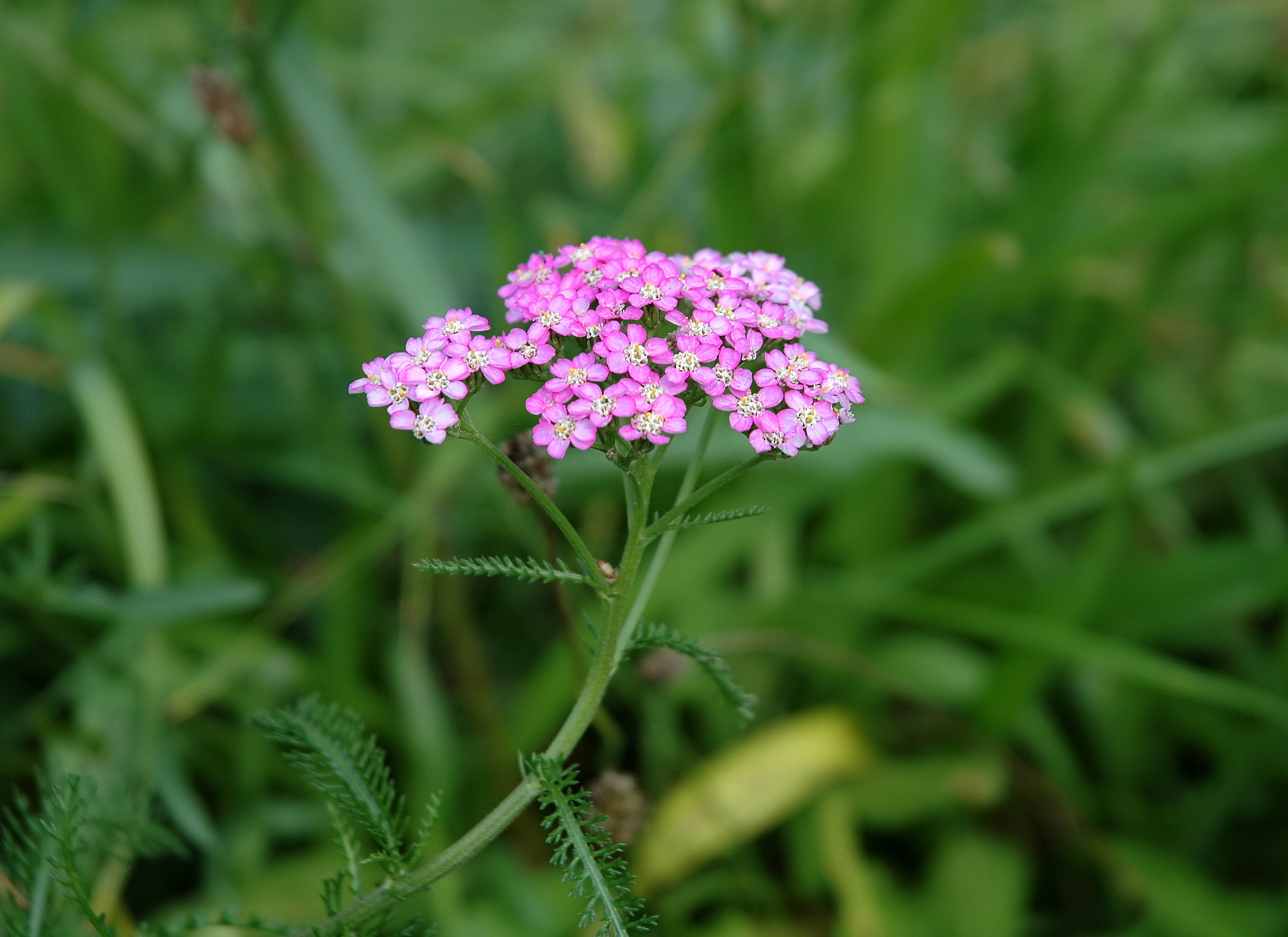
Achillea millefolium (infiorescenza violetta)
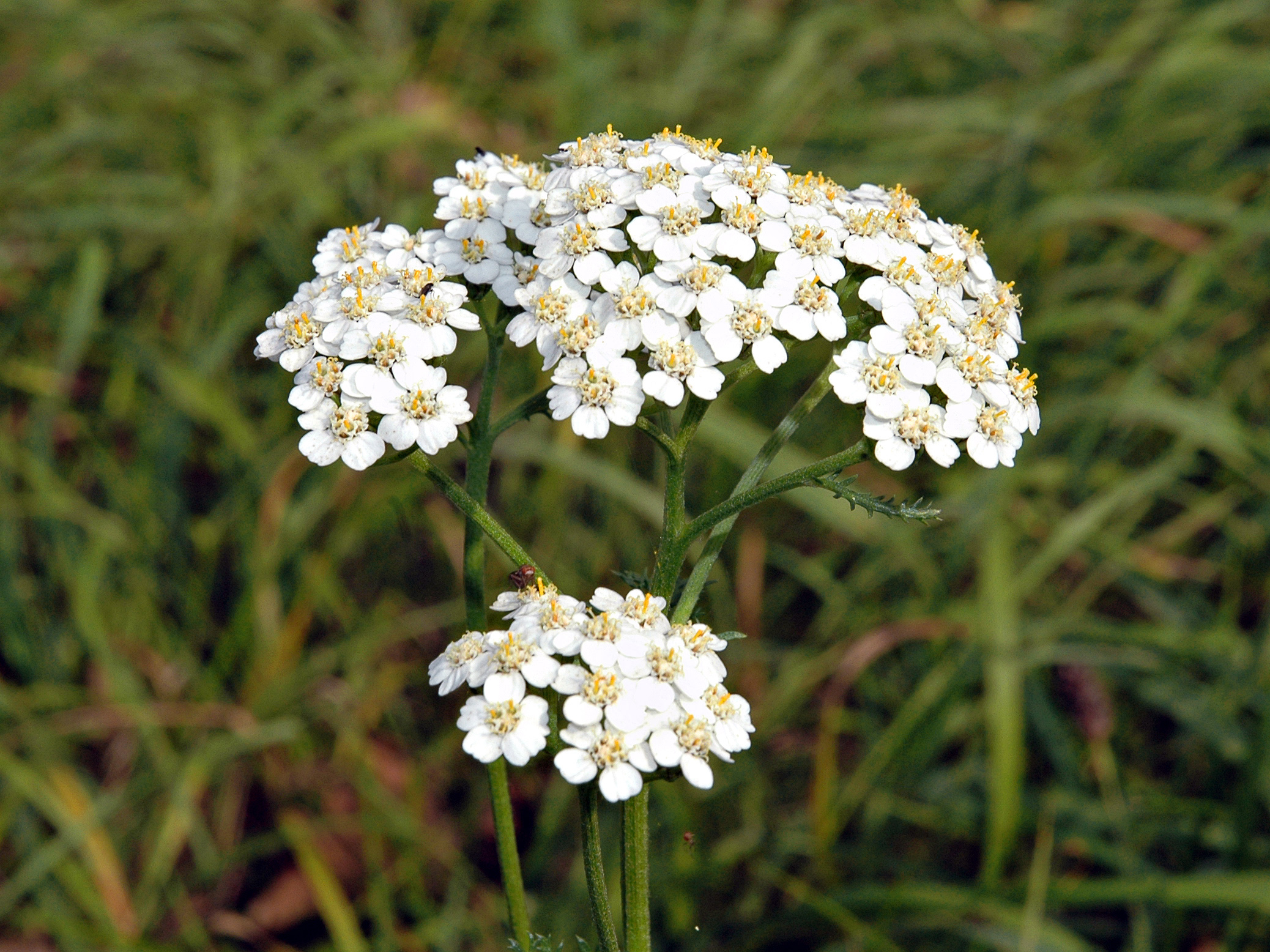
Achillea millefolium (infiorescenza bianca)
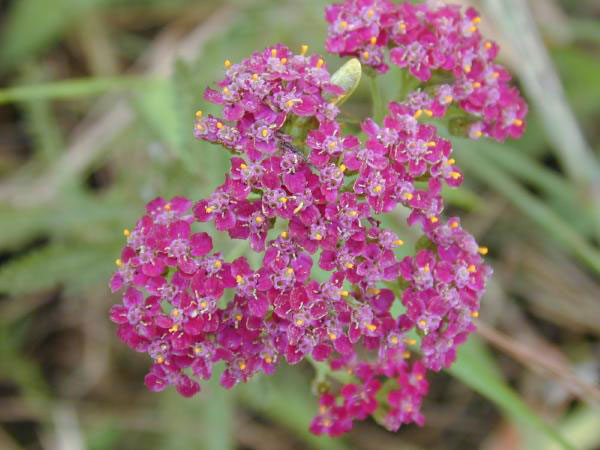
Achillea millefolium (infiorescenza viola)
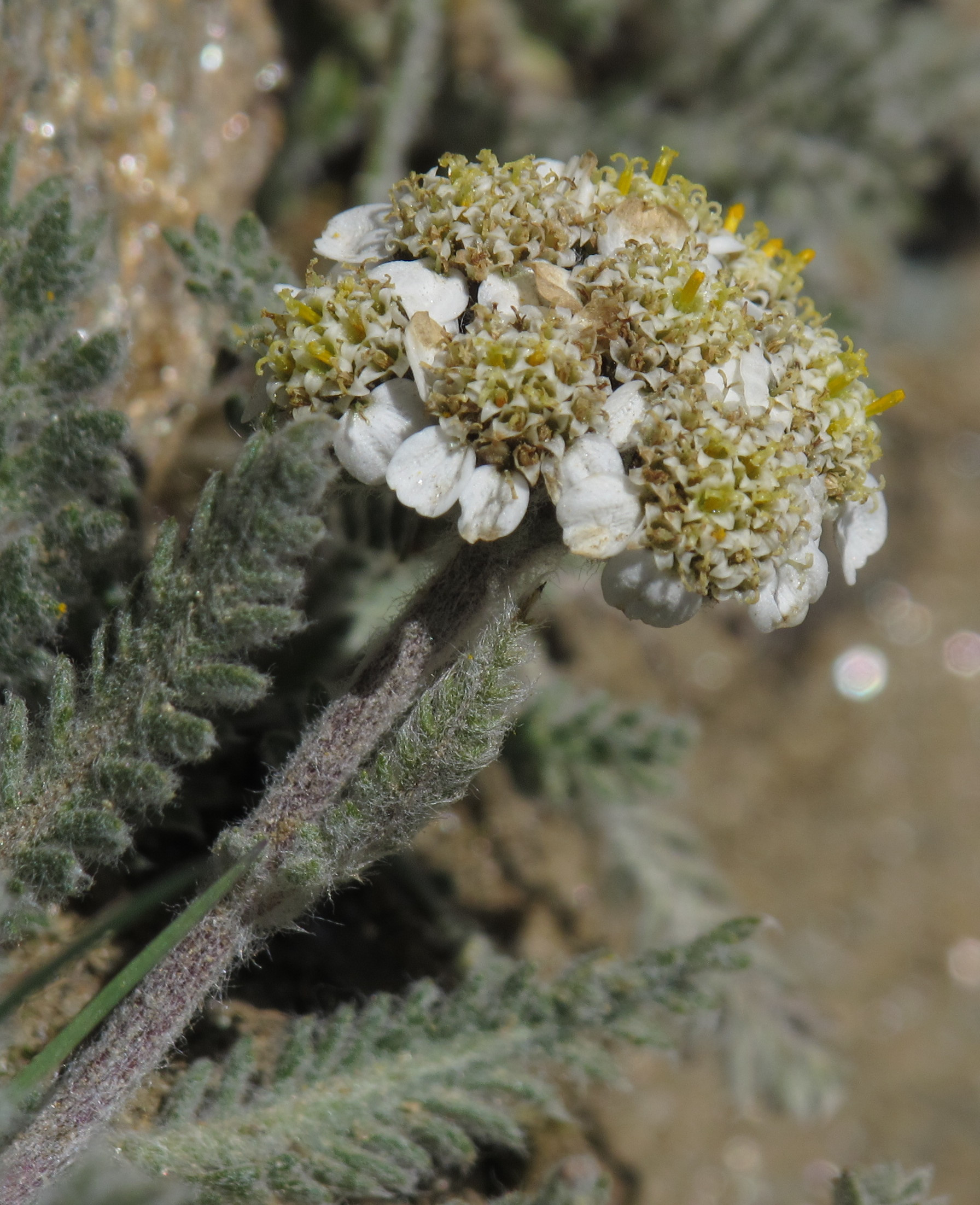
Achillea nana
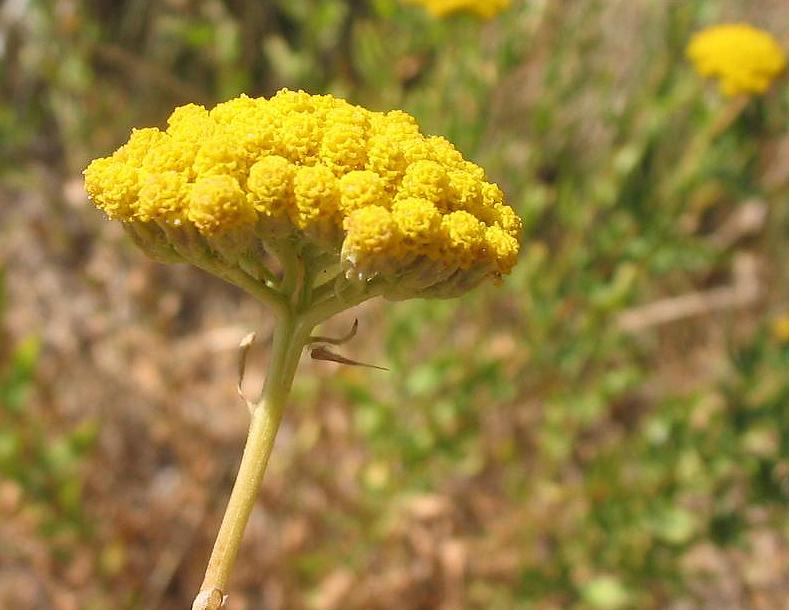
Achillea ageratum
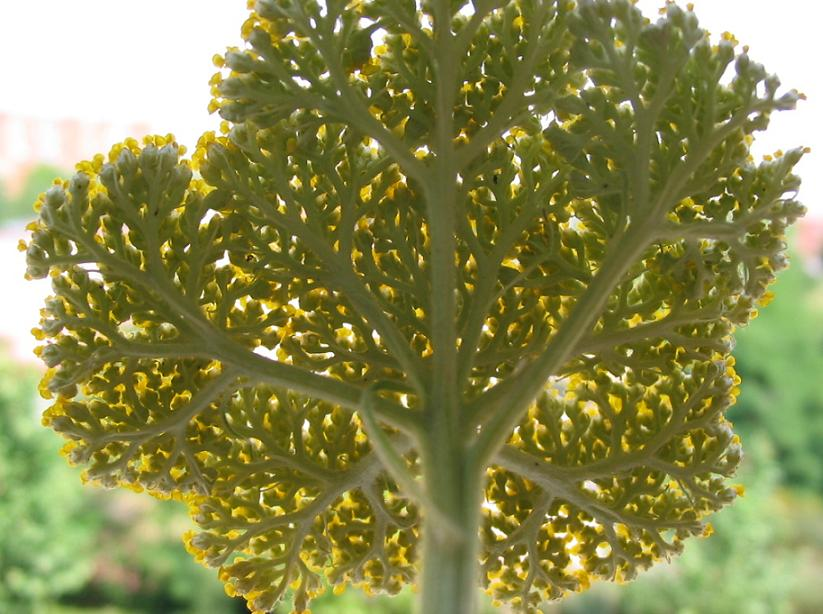
Achillea filipendulina